# Setodes mahabichu
Setodes mahabichu är en nattsländeart som beskrevs av Schmid 1987. Setodes mahabichu ingår i släktet Setodes och familjen långhornssländor. Inga underarter finns listade i Catalogue of Life.